# Wick (Escocia)
Wick (en escocés: Week, gaélico escocés: Inbhir Ùige) es una localidad y un burgo real del norte del concejo unitario de Highland en Escocia. Históricamente, es uno de los dos municipios escoceses del distrito de Caithness, de los cuales Wick fue la capital. La ciudad está atravesada por el río Wick y se extiende a ambos lados de la bahía Wick. De acuerdo con la Oficina del Registro General de Escocia, Wick tenía una población de 7.333 habitantes en el censo de 2001.
Wick se encuentra sobre la carretera A99-A9, que enlaza John o' Groats con el sur de Gran Bretaña. Además, cuenta con la línea de ferrocarril Far North Line, que une Wick con el sur de Gran Bretaña y con Thurso, el otro burgo de Caithness. El aeropuerto de Wick se encuentra en las afueras, al norte de la población. El aeropuerto tiene tres pistas, de las cuales dos están utilizables y la otra se encuentra abandonada.